# Dark Times
Dark Times è il sesto album in studio del rapper statunitense Vince Staples, 
pubblicato il 24 maggio 2024.
Il disco segna il ritorno di Staples alla Def Jam dopo FM! (2018), oltre che il suo ultimo progetto con l’etichetta. È il primo album senza artisti ospiti, sebbene Kilo Kish, Santigold, Baby Rose e Maddy Davis abbiano fornito contributi aggiuntivi.  
L'album è stato anticipato dal singolo Shame on the Devil e promosso con i tour Black in Europa e Black in America.

## Tracce
1. Close Your Eyes and Swing – 0:31
2. Black&Blue – 3:18
3. Government Cheese – 2:45
4. Children's Song – 2:12
5. Shame on the Devil – 3:25
6. Étouffée – 4:28
7. Liars – 0:57
8. Justin – 2:04
9. "Radio" – 2:56
10. Nothing Matters – 2:42
11. Little Homies – 3:44
12. Freeman – 2:34
13. Why Won't the Sun Come Out? – 3:24

## Classifiche
| Classifica (2024)                    | Posizione raggiunta |
| ------------------------------------ | ------------------- |
| UK Album Downloads (Official Charts) | 82                  |